# Versioni cinematografiche di Romeo e Giulietta
Esistono oltre quaranta versioni cinematografiche di Romeo e Giulietta, di cui la prima nel 1900.
La versione del 1936 fu una tra le più importanti tra i classici di Hollywood. Irving Thalberg non badò a spese, e propose sua moglie, Norma Shearer, nella parte principale. Il film West Side Story, ispirato a Romeo e Giulietta con le musiche di Leonard Bernstein, vinse 10 Oscar. Nel 1968 Franco Zeffirelli diresse il film che vinse due Oscar.
Abel Ferrara trasse dalla tragedia il suo film China Girl.
Il film del 1996 Romeo + Giulietta di William Shakespeare, diretto da Baz Luhrmann, diede un'inversione di tendenza. Nonostante l'ambientazione contemporanea (si svolge a Verona Beach, tra gangster e luci al neon, all'interno di una corporate war tra le due famiglie) il testo è mantenuto nella sua forma integrale, con trovate sceniche e una direzione degli attori impeccabile, nello spirito delle interpretazioni teatrali più puriste. Nei ruoli di Romeo e Giulietta figurano Leonardo DiCaprio e Claire Danes. DiCaprio ricevette l'Orso d'argento al Festival internazionale del cinema di Berlino.

## Filmografia

### Anni dieci
- Romeo e Giulietta, regia di Ugo Falena (1912)
- Romeo and Juliet, regia di J. Gordon Edwards (1916)

### Anni trenta
- Giulietta e Romeo (Romeo and Juliet), regia di George Cukor (1936)[1]

### Anni cinquanta
- Giulietta e Romeo, regia di Renato Castellani (1954)[2]
- Giulietta, Romeo e le tenebre (Romeo, Juliet a tma), regia di Jirí Weiss (1959)[3]

### Anni sessanta
- Romeo e Giulietta, regia di Riccardo Freda (1964)
- West Side Story, regia di Robert Wise e Jerome Robbins (1961)[4]
- Romeo e Giulietta (Romeo and Juliet), regia di Franco Zeffirelli (1968)[5]

### Anni settanta
- Romeo e Giulietta (ロミオとジュリエット?, Romio to Jurietto), regia di Kyousuke Katsura, episodio di Le più belle favole del mondo - serie TV (1977)[6]
- Romeo e Giulietta, regia di Orazio Costa e Siro Marcellini, ripresa televisiva dall'Arena di Verona - film TV (1978)[7]
- Romeo and Juliet, regia di Alvin Rakoff, episodio di BBC Television Shakespeare - serie TV (1978)[8]

### Anni ottanta
- Romeo y Julieta, episodio di Los especiales ATC - serie TV (1981)[9]
- The Tragedy of Romeo and Juliet, regia di William Woodman (1982)[10]
- China Girl, regia di Abel Ferrara (1987)[11]

### Anni novanta
- Romeo e Giulietta (Romeo and Juliet), regia di Efim Gamburg, episodio di Shakespeare - I capolavori animati - serie TV (1992)[12]
- Romeo + Giulietta di William Shakespeare (William Shakespeare's Romeo + Juliet), regia di Baz Luhrmann (1996)[13]
- Ronnie & Julie, regia di Philip Spink - film TV (1996) [14]
- Tromeo and Juliet, regia di Lloyd Kaufman (1996) [15]
- Shakespeare in Love, regia di John Madden (1998)[16]
- Il re leone II - Il regno di Simba (The Lion King II: Simba's Pride), regia di Darrell Rooney e Rob LaDuca (1998)[17]

### Anni 2000
- Romeo deve morire (Romeo Must Die), regia di Andrzej Bartkowiak (2000)
- Romeo e Giulietta - Amore all'ultima pinna (Romeo & Juliet: Sealed with a Kiss), regia di Phil Nibbelink (2006)
- Romeo × Juliet (ロミオ×ジュリエット Romio×Jurietto?), regia di Fumitoshi Oizaki - serie TV (2007)[18]

### Anni 2010
- Gnomeo e Giulietta.(Gnomeo and Juliet), regia di Kelly Asbury (2011)
- Romeo and Juliet, regia di Carlo Carlei (2013)[19]
- Romeo e Giulietta, regia di Riccardo Donna – serie TV (2014)[20]
- Romeo Juliet, regia di Lakshman (2015)[21]
- Romolo + Giuly: La guerra mondiale italiana, regia di Michele Bertini Malgarini – serie TV (2018)